# L'arxiu de Sherlock Holmes
L'arxiu de Sherlock Holmes (títol original en anglès: The Case-Book of Sherlock Holmes) és el conjunt de dotze contes, d'un total de cinquanta-sis, sobre Sherlock Holmes de l'escriptor anglès Arthur Conan Doyle publicats per primera vegada a la revista The Strand Magazine entre octubre de 1921 i abril de 1927.

## Títol de la col·lecció
La primera edició britànica de la col·lecció, publicada per John Murray, i la primera edició estatunidenca, publicada per George H. Doran Co., es van publicar ambdues el juny de 1927. Tanmateix, tenien títols lleugerament diferents. El títol de la col·lecció britànica era The Case-Book of Sherlock Holmes, incorporava guionet "Case-Book", mentre que el títol de l'edició estatunidenca era The Case Book of Sherlock Holmes, el terme "Case Book" es transcriivia amb dues paraules.
Aprofundint amb la confusió del títol, alguns editors posteriors van publicar la col·lecció sota el títol The Casebook of Sherlock Holmes, amb el terme "Casebook" escrit com una sola paraula.

## Continguts
La primera edició de The Case-Book, publicada per John Murray el 1927, no presenta les històries en l'ordre en què es van publicar:
| Num Ordre | Conte                          | Primera publicació | Primera publicació                         | Refs         |
| Num Ordre | Conte                          | Data               | Revistes                                   | Refs         |
| --------- | ------------------------------ | ------------------ | ------------------------------------------ | ------------ |
| 1         | "El client il·lustre"          | 8 novembre 1924    | Collier's                                  | [ 4 ] [ 5 ]  |
| 2         | "El soldat blanquejat"         | 16 octubre 1926    | Liberty                                    | [ 6 ] [ 7 ]  |
| 3         | "La pedra de Mazarin"          | octubre 1921       | The Strand Magazine                        | [ 6 ] [ 8 ]  |
| 4         | "Els tres frontons"            | 18 setembre 1926   | Liberty                                    | [ 6 ] [ 7 ]  |
| 5         | "El vampir de Sussex"          | gener 1924         | The Strand Magazine Hearst's International | [ 5 ] [ 9 ]  |
| 6         | "Els tres Garrideb"            | 25 octubre 1924    | Collier's                                  | [ 5 ] [ 9 ]  |
| 7         | "El problema del pont de Thor" | febrer-març 1922   | The Strand Magazine Hearst's International | [ 8 ] [ 9 ]  |
| 8         | "L'home rastrer"               | març 1923          | The Strand Magazine Hearst's International | [ 9 ] [ 10 ] |
| 9         | "La crinera del lleó"          | 27 novembre 1926   | Liberty                                    | [ 7 ] [ 11 ] |
| 10        | "L'hoste velat"                | 22 gener 1927      | Liberty                                    | [ 7 ] [ 11 ] |
| 11        | "Shoscombe Old Place"          | 5 març 1927        | Liberty                                    | [ 7 ] [ 11 ] |
| 12        | "El colorista retirat"         | 18 desembre 1926   | Liberty                                    | [ 7 ] [ 11 ] |

## Controvèrsia amb els drets d'autor
Als Estats Units, dues de les històries curtes de L'arxiu: The Adventure of the Veiled Lodger i The Adventure of Shoscombe Old Place, són les dues últimes obres de Sherlock Holmes de Doyle encara protegides pels drets d'autor. Entraran al domini públic l'1 de gener de 2023, l'any després del 95è aniversari de la publicació de les històries. Els drets d'autor van expirar l'any 1980 al Regne Unit i al Canadà.
La Conan Doyle Estate Ltd. afirma que posseeix els drets d'autor estatunidencs. L'empresa té una pàgina web on s'exposen les seves opinions sobre altres interpel·lants d'aquests drets.
El 2013, el Tribunal de Districte dels Estats Units per al Districte Nord d'Illinois va dictar una sentència sobre la protecció dels drets d'autor, no per a les històries en si, sinó per als personatges de Holmes i Watson. L'acusat en el cas era Conan Doyle Estate Ltd. El demandant era el conegut editor de Sherlock i l'advocada de Los Angeles, Leslie S. Klinger. En el cas de Klinger vs. Conan Doyle Estate Ltd., el tribunal va dictaminar que els personatges de Holmes i Watson, tal com es descriuen als "story elements" que es deriven de la majoria de les històries (les publicades abans de 1924) són de domini públic.

## Significat i recepció literària
Tot i que algunes de les històries són comparables amb el treball anterior de Doyle, aquesta col·lecció sovint es considera una sèrie menor del cànon holmesià. Kyle Freeman, autor de la introducció a The Complete Sherlock Holmes, també suggereix que La pedra Mazarin i Els tres Garridebs poden no ser l'obra de Conan Doyle, afirmant que " gairebé res sobre cap de "The Mazarin Stone" o "The Three Gables" té el veritable segell de l'estil de Conan Doyle".
Dos autors que han escrit novel·les utilitzant Sherlock Holmes com a personatge, l'escriptor britànic David Stuart Davies i l'autor i director estatunidenc Nicholas Meyer han criticat històries d'aquesta col·lecció. Davies ha comentat que The Adventure of the Creeping Man "vira cap a la ciència-ficció risible". A la seva novel·la de 1974 The Seven-Per-Cent Solution, el Watson de Meyer afirma que aquesta història, així com altres tres del Case-Book: La pedra Mazarin i Els tres Garridebs i La crinera del lléo, tenen un estil forçat.
Tot i que alguns crítics han trobat que les històries curtes d'aquesta col·lecció no s'assemblaven a l'estil de Conan Doyle, Timson suggereix que Conan Doyle sembla lluitar per trobar un nou estil narratiu, ja que nou contes estan relatats per Watson, però un està fet en tercera persona pel mateix Holmes. Conan Doyle estaria cercant uns canvis en el que s'havia convertit per a ell en una fórmula cansada, reflectint el seu viatge literari personal, reticent a escriure ficció i virant cap a l'espiritisme.

## Adaptacions
Algunes sèries han presentat adaptacions de totes les històries de L'arxiu de Sherlock Holmes, com la sèrie de ràdio The Adventures of Sherlock Holmes (1930–1936) i la posterior sèrie de ràdio The New Adventures of Sherlock Holmes (1939–1950).). Totes les històries de la col·lecció, menys dues, es van dramatitzar per a la ràdio com a part de la sèrie radiofònica Sherlock Holmes 1952–1969 de la BBC.
Els contes de la col·lecció, excepte The Blanched Soldier, The Lion's Mane, i The Retired Colourman, van ser adaptades a episodis de la sèrie de televisió de Granada (1984–1994). La pedra Mazarin i Els tres Garridebs es van combinar per a un episodi, i continguts de The Veiled Lodger es van incorporar a l'adaptació de Granada de The Noble Bachelor. L'arxiu de Sherlock Holmes va ser adaptat per a la BBC Radio 4 el 1994–1995 com a part de la sèrie de ràdio Sherlock Holmes 1989–1998. Totes les històries de la col·lecció es van adaptar com a episodis de la sèrie de ràdio The Classic Adventures of Sherlock Holmes (2005–2016).